# Patère de Rennes
La patère de Rennes est un ustensile sacrificiel servant au service du vin qui date du IIIe siècle. En or, elle fut élaborée par des orfèvres de l'Empire romain.
Découverte en 1774 à Rennes, la patère se trouve actuellement au Cabinet des médailles de la Bibliothèque nationale de France à Paris. C’est « une des plus belles patères d’or qu’ait livré le monde romain », qui peut être « rangée parmi ces œuvres presque parfaites qui marquent l'apogée d'un art ».

## Historique

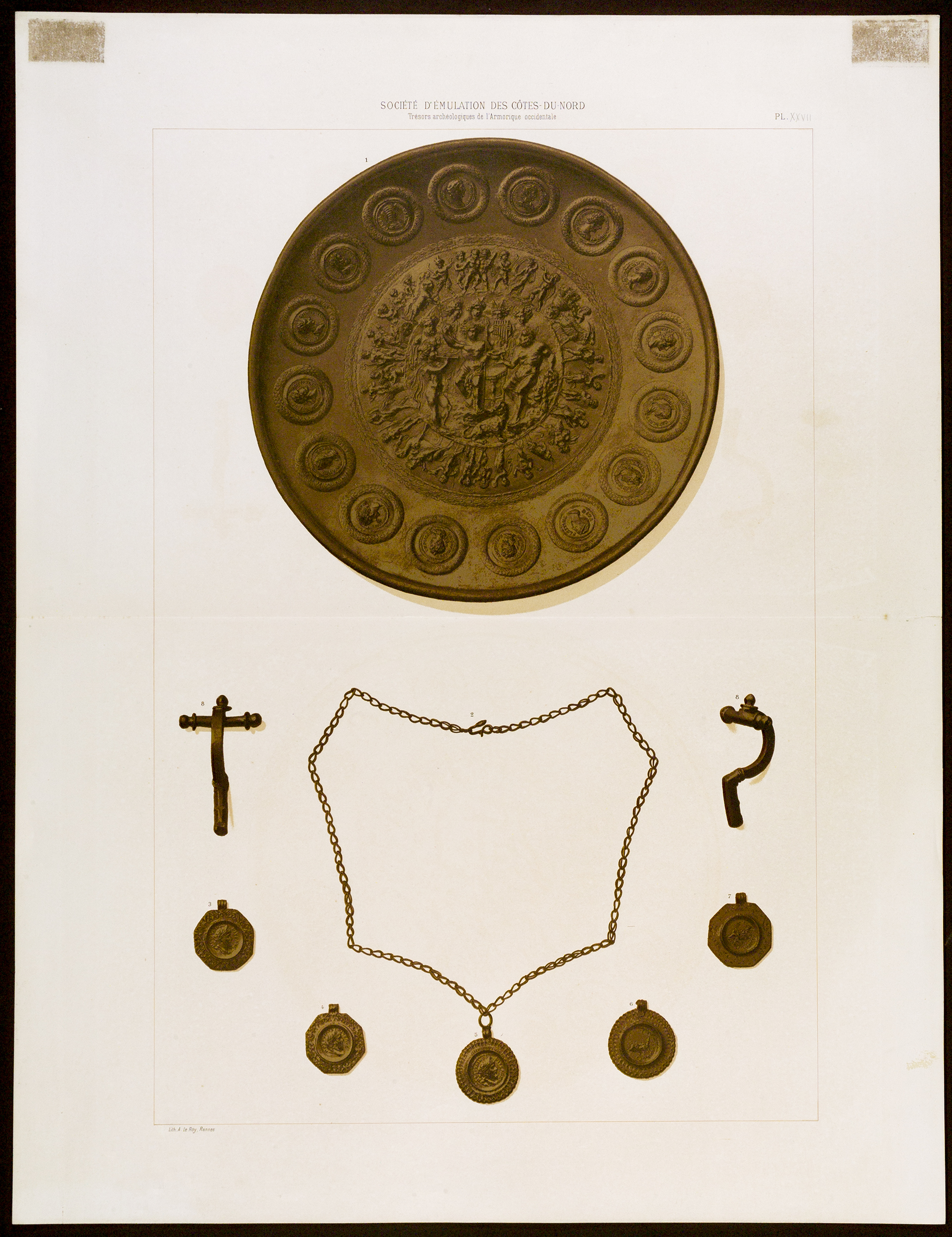
Dessin de l'ensemble du trésor.

La patère est découverte le 26 mars 1774, avec d'autres objets précieux, un collier à pendentif et 94 aurei. Elle est trouvée par des maçons qui démolissaient une maison du Chapitre de Rennes. Le Chapitre remet le trésor au duc de Penthièvre et gouverneur de Bretagne qui le présente au Roi. Ce dernier l'intègre au Cabinet des Médailles.
En 1831, la patère fait partie du grand vol commis au Cabinet des Médailles, mais elle est retrouvée par miracle au bord de la Seine, sous le pont Marie.

## Symbologie
Il s'agit d'une patère, un plat peu profond employé dans les cérémonies et les rites religieux de l'Antiquité, comme la libation, avec une présence d'éléments iconographiques hellénistiques.
Les seize monnaies serties au pourtour sont minutieusement choisies, en alternance un empereur et une personnalité de la maison impériale. Les empereurs de la dynastie des Sévères sont mis en relation avec le thème de l'emblema montrant Bachus et Hercule, dieux tutélaires de Lepcis Magna, cité de naissance de Septime Sévère.

## Caractéristiques
- La patère vue de dessousForme : patère.
- Matériau : or massif.

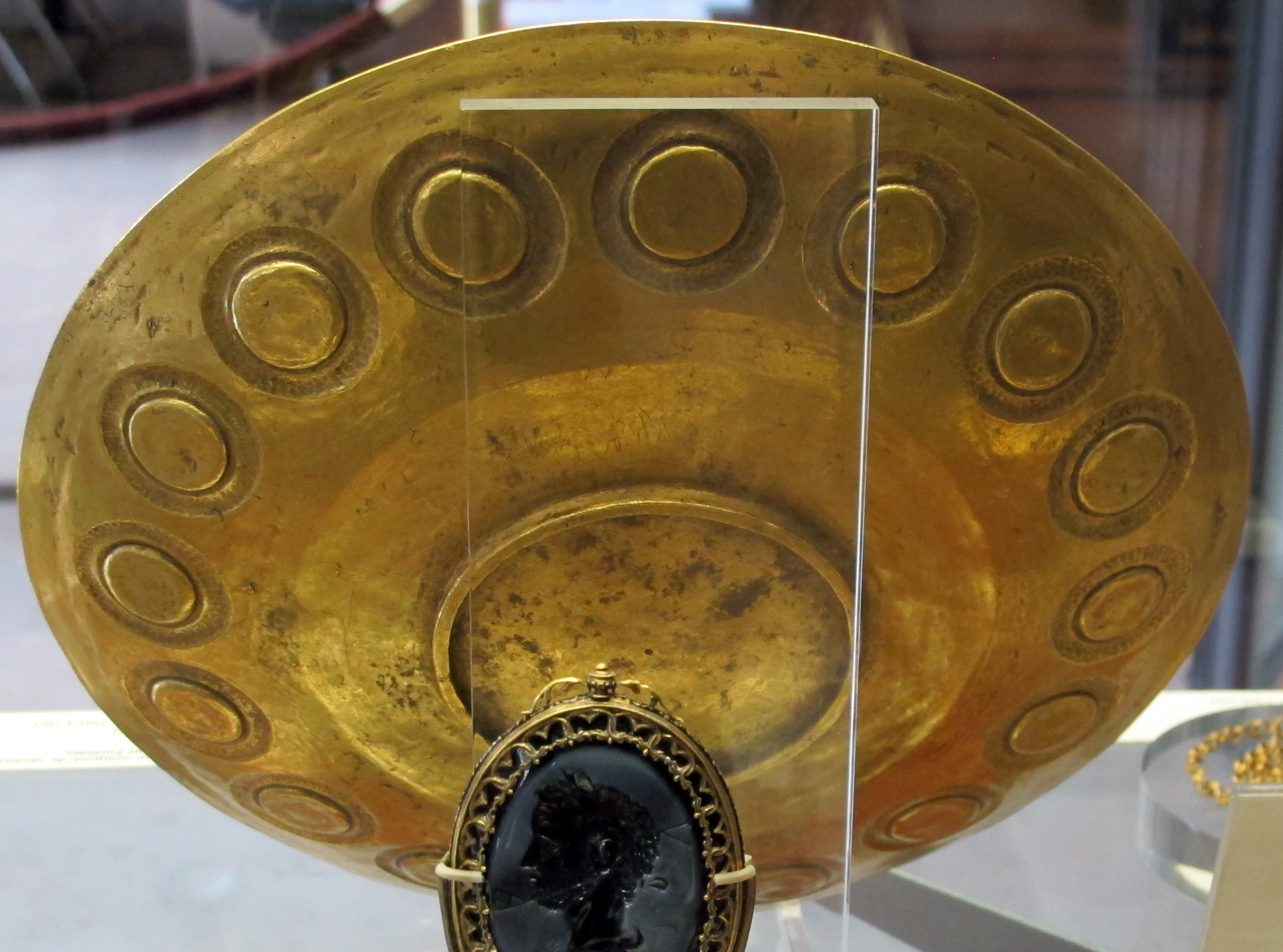
La patère vue de dessous

- Contexte/style : romano-hellénistique.
- Technique : embossage, fonte à cire perdue.
- Iconographie : en emblema, une représentation de la victoire de Bacchus sur Hercule avec, sertis sur le pourtour, seize aurei tous très rares, aux effigies des empereurs, entourés d'un cercle de feuilles de laurier, et des impératrices, entourées d'un cercle de feuilles d'acanthe. Ces monnaies datent de l'époque des Antonins et des Sévères, à savoir et dans l'ordre circulaire de leur sertissage dans la patère[7] :
  - Caracalla,
  - Marc-Aurèle,
  - Faustine la Jeune, épouse de Marc-Aurèle,
  - Antonin le Pieux,
  - Geta, en date de 209, pièce la plus récente de l'ensemble
  - Commode
  - Faustine l'Ancienne, épouse d'Antonin le Pieux,
  - Septime Sévère,
  - Julia Domna, épouse de Septime Sèvère
  - Hadrien.
- Poids : 1,315 42 kg[8]
- Diamètre : 25 cm

## Annexe